# Sven Nilsson (frälsningssoldat)
Sven Erik Nilsson, född 27 juli 1919 i Vansbro, död 4 januari 2022 i Stockholm, var kommendör i Frälsningsarmén. 
Nilsson blev frälsningsofficer 1940. Han tjänstgjorde bland annat i ungdomsarbetet under många år och var bland annat divisionschef (DC) i Övre Norrlands division 1967–1970 och nationell ungdomssekreterare (NUS) 1970–1975 innan han utsågs till chefsekreterare (CS) i Norge 1975–1977. 
Efter en framgångsrik period i Norge utsågs han till territoriell ledare (TC) i Danmark 1977 och fyra år senare till territoriell ledare i Norge. Nilsson hann dock aldrig tillträda som TC i Norge eftersom kommendör Jarl Wahlström som var TC i Sverige valdes av Frälsningsarméns höga råd till general och världsledare. Nilsson fick då kontraorder och fick istället avsluta sin karriär som territoriell ledare i sitt hemland Sverige. Han pensionerades 1986, men var fortsatt verksam inom rörelsen efter det. Han gjorde bland annat stora insatser för bevarandet av Frälsningsarméns historia. Sven Nilsson skrev även ett antal böcker. Han är begravd på Norra begravningsplatsen utanför Stockholm.